# Istocheta transcaspica
Istocheta transcaspica là một loài ruồi trong họ Tachinidae.